# Robert Morison
Robert Morison ( 1620 Aberdeen – 10 de noviembre de 1683 Londres ), fue un botánico escocés . Con su contemporáneo John Ray, esclareció y desarrolló una clasificación sistemática de las plantas.
Morison fue un destacado erudito y se convirtió en Doctor en Filosofía a los 18 años. Fue un realista y tomó parte en la guerra civil inglesa, huyendo a Francia, cuando se hizo evidente que se había perdido la causa. Allí fue contratado por Gastón, duque de Orléans como director de los Jardines Reales en Blois, entre 1650 a 1660.
Retornará a Inglaterra luego de la Restauración, siendo médico de Carlos II. Robert Morison, falleció el 10 de noviembre de 1683 como consecuencia de un accidente que sufriera el día anterior.

## Obra
- Hortus Regius Blesensis auctus; accessit Index Plantarum in Horto contentarum, nomine Scriptorum et Observationes generaliores, seu Praeludiorum pars prior. 1669
- Plantarum Umbelliferarum Distributio Nova, per tabulas cognationis et afflnitatis, ex libro Naturae observata et delecta. 1672
- Historia Plantarum Universalis Oxoniensis. 1680-1699

## Honores

### Epónimos
En su honor se nombró al género Morisonia Plum. ex L. de la familia Capparaceae.
- La abreviatura «Morison» se emplea para indicar a Robert Morison como autoridad en la descripción y clasificación científica de los vegetales.[1]